# Cabaleiros (Castropol)
Cabaleiros es una aldea de la parroquia de Tol, concejo de Castropol, en la comarca del Eo-Navia, Principado de Asturias, España.